# Набат (підпільна комуністична організація)
Набат — підпільна комуністична організація яка діяла в період німецько-фашистської окупації 1942—1943 рр. на території сіл Білецьківка, Маламівка, Деївка Кременчуцького району Полтавської області та сіл Браїлівка і Свинаро-Павлівка Новогеоргієвського району Кіровоградської області.

## Історія створення
Підпільна комуністична організація «Набат» була створена в лютому-березні 1942 р. з ініціативи Василя Івановича Уса — молодшим політруком 14 с.д. 525 с.п. другого батальйону 4 стрілецької роти (який, як і інші члени організації взяв собі підпис «Овід»)
В першу групу увійшли Ус В. І., Матюшенко Ф. П., Гончар М. Ф. Пізніше приєдналися Різник Г. Є., Ус Л. І., Хорольська К. І., Кравченко І. І. Свистун І., Зінченко Г. Є., Лагно М. С.

## Діяльність
Свою роботу перша група почала з розучування і розповсюдження радянських пісень. Одночасно члени групи збирали в плавнях і лісах скинуті з літаків радянські листівки і розповсюджували їх в Білецьківці та навколишніх селах.
В серпні 1943 року було прийнято рішення про переведення організації на бойове становище і про підготовку збройної боротьби з нацистами. Розпочалося формування бойового загону. У зв'язку з цим основною формою керівництва організацією став наказ командиру загону «Набат» за підписом «Овід».
Вся організація була розбита на 10 бойових груп (по територіальному признаку). Бойові групи були створені в селах:
- Білецьківка — 6
- Браїлівка — 1
- Свинаро-Павлівка — 1
- Маламівка — 1

- Талова Балка — 1

В кожній бойовій групі нараховувалося від 5 до 12 членів. На чолі бойових груп за наказом були призначені начальники бойових груп. Штаб організації був розташований на квартирі Ус Єфросинії Іванівни (мати керівника «Набату»), Хорольського Василя Пилиповича, Свистуна Трохима Максимовича, Ляшенка Івана Митрофановича. Постійного місця розташування штаб не мав.
Зброю учасники загонів зберігали не в одному місці. Вона зберігалася на території бойових груп: в лісі, чагарниках, закопувалася в землю і т. д.
Організація за період з лютого 1942 р. по листопад 1943 р. здійснила:
1. Випуск рукописної листівки з закликом не їхати на примусові роботи в Німеччину, також була широко розгорнута усна агітація проти вивезення на примусові роботи
2. Проводила роботу для зриву збирання хліба і вивезення хліба, худоби і інших цінностей в Німеччину
3. Проводили диверсійно-саботажницьку роботу на залізничному транспорті на станціях Бурти, Крюків, Кременчук: сипали в букси вагонів пісок, різали з'єднувальні повітряні рукави вагонів, виймали гумові прокладки у з'єднувальних повітряних рукавах, різали шини коліс автомашин які на платформах везли на фронт
4. Збирали листівки які скидалися з літаків та розповсюджували їх по району. Серед зібраних листівок в лютому-травні 1942 р. було 2 накази Сталіна до річниці Червоної Армії та до 1-го Травня
5. Підпільна організація виготовляла свої листівки (більше 10 редакцій). Листівок було написано близько 3000 штук
6. В червні на залізничній станції «Крюків» було випущено пальне з цистерни (Свістуном І. Ф.)
7. Розібрана колія в вересні 1943 з метою пустити потяг під укіс, але аварії не сталося бо обхідник колії виявив пошкодження
8. Було зібрано ряд відомостей воєнного характеру, які 22 вересня 1943 р. були передані розвіднику Червоної Армії
9. Вжито заходів для того щоб запобігти вивозу хліба, сілі, худоби та інших матеріальних цінностей з Білецьківки у вересні-листопаді 1943 року
10. Попереджено вибух залізничного тунелю між Крюковим та Буртами, що готували німці при відступі

## Участь в бойових діях
Підпільні загони зіграли ключову роль в боях за правобережжя Кременчука при наступі радянських військ в листопаді 1943 року.
Бойові дії підпільна група «Набат» розпочала 25 листопада 1943 року при відході німецьких військ від Крюкова на захід та спроб німців підпалити село Білецьківку (це була тогочасна доволі розповсюджена практика, коли при відступі німці палили все що можна було).
Бій зав'язався з групою факельників, артилеристів та транспортними підрозділами німців.
Одночасно бойові групи Гречка Кирила і Німця Василя виступили на дільниці Старої Білецьківки. Бойові групи Матюшенка Ф. та Третяка О. зав'язали бій в с. Лемешівка. Бойові груп, звільнивши Білецьківку, зайняли оборону і утримували її до приходу частин Червоної Армії.
Коли в Білецьківку прийшли частини Червоної Армії, бойові групи «Набату» разом з ними пішли в наступ на Свинаро-Павлівку і Свердловку.

## Судові процеси довкола членів організації
Комісія партійних органів, які вивчали діяльність організації «Набат» зробили суперечливі висновки щодо відомостей про неї (що більшою мірою були звичайним наклепом)
В 1944 році Кременчуцький міськком КП(б) України переглянув своє ставлення до діяльності організації «Набат» та вирішив що її діяльність була націоналістичною. Аргументом для цього було те, що в кінці 1942 року Ус В. І. щоб уникнути арешту з боку німецьких караючих органів, намагався отримати документи у націоналістів.
Органами НКДБ були заарештовані та притягнуті до відповідальності за належність до націоналістичної організації керівник «Набат» Ус Василь Іванович, Чорновол Степан Свиридович та Черновол Ліда Василівна.
В грудні 1946 року за листом до першого секретаря ЦК КП(б)У М. С. Хрущова справу було взято на перегляд. Вироком військового трибуналу Полтавського гарнізону від 18-19 березня 1948 року були виправдані Ус В.І, Черновол С. С., Черновол Л. В.
Але згодом у тому ж 1948 даний вирок був відмінений вищестоящими судовими інстанціями і справу повернуто на дослідування.
22-23 березня 1949 р. Військовий Трибунал Полтавського гарнізону постановив що організація «Набат» була патріотичною, а не націоналістичною, а вищезгадані члени цієї організації рішенням від 18 травня 1949 року були реабілітовані.
Не дивлячись на вирок трибуналу 1949 року постановою бюро Кременчуцького РК КПУ від 9.XII.1966 року знову було затверджено склад комісії з встановлення діяльності підпільної організації «Набат». В завдання комісії входило встановити характер діяльності організації «Набат» в роки Великої Вітчизняної війни і з'ясувати чи мали місце націоналістичні тенденції в її діяльності (зв'язок з ОУН). 31 січня 1975 року бюро Полтавського обкому Компартії України було прийнято рішення визнати «Набат» патріотичною комуністичною організацією.

## Цікаві факти
Підпільні імена учасники організації обрали на основі літературних персонажів з книг Етель Ліліан Войнич «Овід», Островського Миколи «Як загартовувалась сталь», Шияна Анатолія «Гроза».

## Перелік членів організації
Згідно з "Державний архів Полтавської області. Ф-105, опис-1, справа 226, аркуш 30.
| Призвіще, ім'я, по батькові               | Рік народження | Підпільна кличка |
| ----------------------------------------- | -------------- | ---------------- |
| Андреєв Петро Григорович                  | 1920           | -                |
| Більчич (Єременко) Євдокія Олександрівна  | 1924           | Ксенія           |
| Більчич Кузьма Іванович                   | 1903           | -                |
| Бурдаков Іларіон Григорович               | 1878           | Сєргеєв          |
| Всильченко Олексій Назарович              | 1921           | -                |
| Варлашкін Іван Кузьмич                    |                | -                |
| Височин Петро Іванович                    | 1923           | Виноградов       |
| Височин Микола Іванович                   | 1924           | Зарудний         |
| Височин Василь Гнатович                   | 1924           | -                |
| Гацеман Е.                                | 1920           | -                |
| Гончар Микола Федорович                   | 1925           | Морозов          |
| Гончар Григорій Федорович                 | 1924           | Вознесенський    |
| Гончар Віктор Антонович                   | 1926           | Гонта            |
| Гречка Кирило Панасович                   | 1921           | Нахалов          |
| Денисенко Петро Устинович                 | 1913           | -                |
| Донченко Андрій Андрійович                | 1918           | -                |
| Дмитренко Павло Іванович                  | 1909           | Середінський     |
| Єрмоленко Володимир Олександрович         | 1912           | Жук              |
| Животовська Любов Семенівна               | 1923           | -                |
| Зінченко Олексій Миколайович              | 1923           | -                |
| Зінченко Григорій Єгорович                | 1910           | Башманов         |
| Золотов Ілля Іванович                     | 1903           | Запорожець       |
| Кравченко Іван Володимирович              | 1923           | Жаркий           |
| Кравченко Іван Іванович                   | 1923           | Артем Корчагін   |
| Кравченко Петро Свиридович                | 1924           | Павло Корчагін   |
| Кравченко Олексій Іванович                | 1907           | Орлов            |
| Краснощоков Олександр Максимович          | 1908           | -                |
| Касьянов Петро Миколайович                | 1923           | Політовський     |
| Кожевін Василь Савелійович                | 1920           | Начаєв           |
| Калиниченко Петро Григорович              | 1911           | Утеха            |
| Корінь Михайло Григорович                 | 1909           | Сосновський      |
| Крошка Іван Васильович                    | 1922           | -                |
| Кравченко Олександр Іванович              | 1914           | -                |
| Лагно Михайло Степанович                  | 1904           | Токарєв          |
| Лагно Іван Леонтійович                    | 1922           | Воскресенський   |
| Лагно Василь Леонтійович                  | 1925           | Модний           |
| Лагно Лідія Михайлівна                    | 1925           | Токарєва         |
| Лагно Микола Степанович                   | 1909           | -                |
| Ліпський Іван Іванович                    | 1914           | -                |
| Лобенко Федір Васильович                  | 1918           | -                |
| Матюшенко Феодосій Петрович               | 1916           | Рахметов         |
| Мающенко Іван Петрович                    | 1912           | Березовський     |
| Мелешко Іван Хомич                        | 1903           | Довгий           |
| Мельников Тимофій Іванович                | 1900           | -                |
| Мірошниченко Андрій Тарасович             | 1913           | -                |
| Мірошниченко Андрій Іванович              | 1923           | -                |
| Миньков Іван Олимпійович                  | 1926           | -                |
| Москаленко Василь Федорович               | 1922           | Панкратов        |
| Німець Василь Васильович                  | 1910           | Куделя           |
| Нетреба Михайло Федорович                 | 1920           | Табаков          |
| Німець Макар Якович                       | 1915           | Спартак          |
| Німець Іван Констянтинович                | 1918           | -                |
| Нудьга Іван Тимофійович                   | 1910           | Крюківський      |
| Олеников Михайло Павлович                 | 1923           | -                |
| Обод Микола Іванович                      | 1913           | -                |
| Плахов Іван Федорович                     | 1909           | -                |
| Пушкарьов Іван Семенович                  | 1922           | Черкашин         |
| Примостка Анатолій Федорович              | 1924           | -                |
| Плахотний Іван Федорович                  | 1914           | Ножев            |
| Проша Андрій Миколайович                  | 1919           | Бойко            |
| Різник Ганна Єгорівна                     | 1924           | Брузжак          |
| Різник Микола Олексійович                 | 1923           | Дубов            |
| Сухомлин Ніна Федорівна                   | 1927           | Власова          |
| Соколенко Іван Кирилович                  | 1912           | -                |
| Соколенко Ігор Кирилович                  | 1923           | Малик            |
| Сичов Григорій Семенович                  | 1917           | -                |
| Свистун Анастасія Прокопівна              | 1924           | Базарова         |
| Свистун Іван Прокопович                   | 1926           | Базаров          |
| Свистун Іван Федорович                    | 1922           | Кольцов          |
| Скоробагатов Андрій Васильович            | 1918           | -                |
| Свистун Трохим Максимович                 | 1914           | Чайковський      |
| Степанов Олександр Андрійович             | 1918           | -                |
| Солошин Валентин Михайлович               | 1925           | Жухрай           |
| Третяк Олександр Ісакович                 | 1919           | Ченчик           |
| Тунетов Валентин Петрович                 | 1914           | -                |
| Ус Василь Іванович                        | 1916           | Овід             |
| Ус (Сологуб) Лідія Іванівна               | 1923           | Патрикєєва       |
| Ус Василь Алимпійович                     | 1889           | Зоркий           |
| Ускевич Іван Митрофанович                 | 1912           | -                |
| Ус Ігор Васильович                        | 1924           | Комаров          |
| Ус Микола Іванович                        | 1926           | -                |
| Фаянов Григорій Олександрович             | 1914           | -                |
| Хорольский Василь Пилипович               | 1926           | С.Брузжак        |
| Хорольска (Чорновол) Валентина Миколаївна | 1924           | Шапіга           |
| Хорольська (Горяна) Катерина Ілларіонівна | 1924           | Кірсанова        |
| Хорольский Іван Олександрович             | 1921           | Лопухов          |
| Чорновол (Лапіна) Олександра Василівна    | 1923           | Рита Устинович   |
| Чорновол (Суботіна) Лідія Василівна       | 1921           | Черкашина        |
| Чорновол Іван Антонович                   | 1924           | Казанський       |
| Чорновол (Свистун) Катерина Сергіївна     | 1919           | Ігнатьєва        |
| Чорновол Тимофій Васильович               | 1918           | Шилов            |
| Швець Володимир Володимирович             | 1924           | Квітков          |
| Яструб Іван Сергійович                    | 1925           | -                |

## В літературі
Про хронікі підпільної організації «Набат» писав в своїй книзі Володимир Олександрович Базилевський - «Ці довгі суворі зими»